# Image Comics
Image Comics je americké komiksové vydavatelství. Bylo založeno v roce 1992 sedmi úspěšnými komiksovými kreslíři jako autorské vydavatelství, ve kterém autoři nemusí přenechávat autorská práva na svá díla vydavatelství. Image Comics zaznamenalo ihned velký úspěch a stalo se jedním z největších komiksových vydavatelství v USA. Původně byla vydávána díla především zakládajících společníků, ale brzy zde dostalo šanci mnoho nezávislých či začínajících tvůrců. Mezi nejvíce známé série vydávané u Image Comics patří: Spawn, Savage Dragon, Witchblade, The Darkness, Invincible, The Walking Dead, Saga, Chew a Haunt.

## Historie

### Počátky (1990-1995)
Na počátku devadesátých let 20. století skupina nezávislých kreslířů pracujících pro Marvel Comics nesouhlasila s nájemnou prací, kdy jejich díla právně přecházela do vlastnictví vydavatelství. Mezi protestujícími byli Todd McFarlane, Jim Lee, Rob Liefeld, Marc Silvestri, Erik Larsen, Jim Valentino, Whilce Portacio a Chris Claremont. Po neshodách s vedením nakonec z Marvelu odešli a sedm z nich založilo autorské vydavatelství Image Comics. Jejich odchod znamenal pád hodnoty akcií Marvelu o více než 3 dolary za kus.
Ačkoliv Image Comics založilo sedm kreslířů, tak partnerství vytvořilo již jen šest, a to Larsen, Lee, Liefeld, McFarlane, Silvestri a Valentino. Každý z nich založil v rámci vydavatelství vlastní nezávislé studio:
- Extreme Studios - Rob Liefeld
- Highbrow Entertainment - Erik Larsen
- ShadowLine - Jim Valentino
- Todd McFarlane Productions - Todd McFarlane
- Top Cow Productions - Marc Silvestri
- WildStorm Productions - Jim Lee

Z počátku s distribucí a produkční činností pomáhalo nakladatelství Malibu Comics. Prvními komiksy u Image Comics byly série: Youngblood (autorem byl Liefeld), The Savage Dragon (Larsen), Spawn (McFarlane) a WildC.A.T.s. (Lee). Série zaznamenaly okamžitý úspěch a již v roce 1993 vydavatelství disponovalo tolika penězi, že mohlo začít vydávat své publikace zcela nezávisle. Ačkoliv bylo mnoho sérií neustále odkládáno a některým se na trhu příliš nevedlo, zisk úspěšných sérií pomáhal dalšímu rozvoji vydavatelství. Brzy přišly na trh nové úspěšné série jako Gen¹³ (od Wildstorm Productions) a Witchblade a The Darkness (z Top Cow).

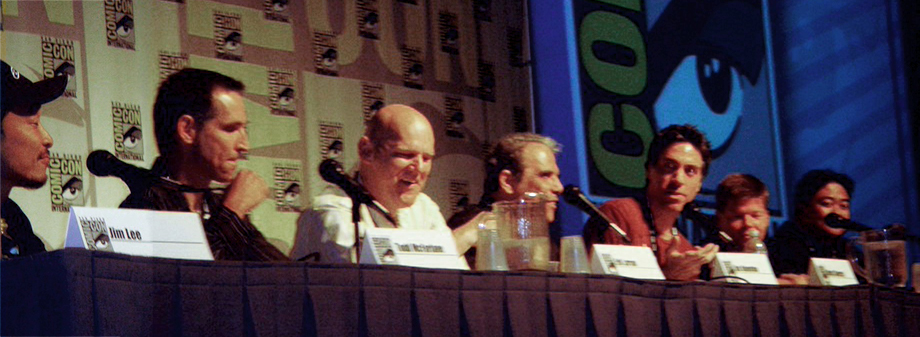
Panel na ComicConu (2007) při příležitosti 15. výročí založení Image Comics. Zleva: Jim Lee, Todd McFarlane, Erik Larsen, Jim Valentino, Marc Silvestri, Rob Liefeld a Whilce Portacio.

### Rozpad prvního partnerství (1996-1999)
V polovině devadesátých let se mezi partnery objevily první neshody. Projevily se tím, že si Liefeld založil vlastní nakladatelství Maximum Press, k jehož financoání údajně používal finance Image Comics. Marc Silvestri na protest v roce 1996 vyjmul svůj Top Cow Productions z Image Comics (ale zůstal společníkem). Liefeld pod tlakem na podzim 1996 rezignoval na funkci CEO vydavatelství a vzdal se i svého podílu. Silvestri poté navrátil Top Cow pod Image.
V roce 1998 byl založen imprint Wildstormu s názvem Cliffhanger. Jim Lee ale v roce 1998 odprodal svůj podíl a i se svým studiem WildStorm Productions odešel a brzy ho prodal DC Comics.

### Souboj o třetí místo (2000- dodnes)
Od počátku 21. století se Image Comics přetahuje s vydavatelstvími Dark Horse Comics a IDW Publishing o pozici třetího nejúspěšnějšího komiksového vydavatelství v USA.
Současnými partnery (rok 2014) jsou: Robert Kirkman, Erik Larsen, Todd McFarlane, Marc Silvestri a Jim Valentino. Robert Kirkman se stal novým partnerem Image Comics v roce 2008. Kirkman si vybudoval reputaci svými úspěšnými sériemi Invincible a The Walking Dead. V roce 2009 u Image založil svůj vlastní imprint s názvem Skybound.
Od roku 2009 vydávají cenami ověnčené série Chew, Morning Glories, Fatale, The Manhattan Projects a Saga. Nakladatelství vydává své knihy do padesáti zemí a jejich díla jsou překládána až do dvaceti jazyků.

## Filmové a televizní adaptace
Některé série či grafické knihy od Image Comics se dočkaly filmového nebo televizního zpracování. Asi nejslavnějším je seriál Živí mrtví (The Walking Dead).
- Boj s obry - V originále I Kill Giants, americký hraný film, režie Anders Walter, 2017.
- Deadly Class - V originále Deadly Class, americký TV seriál stanice Syfy. Celkem byla odvysílána 1 řada v roce 2019.
- Firebreather - V originále Firebreather, americký animovaný TV film, režie Peter Chung, 2010.
- Generator Rex - V originále Generator Rex, americký animovaný TV seriál stanice Cartoon Network. Celkem byly odvysílány 3 řady v letech 2010 až 2013.
- Happy! - V originále Happy!, americký TV seriál stanice Syfy. Celkem byly odvysílány 2 řady v letech 2017 a 2019.
- Holky od novin - V originále Paper Girls, americký seriál VOD služby Prime Video. Celkem byla odvysílána 1 řada v roce 2022.
- Jodie, vyvolený - V originále The Chosen One, americko-mexický seriál VOD služby Netflix. Celkem byla odvysílána 1 řada v roce 2023.
- Jupiter's Legacy - V originále Jupiter's Legacy, americký seriál VOD služby Netflix. Celkem byla odvysílána 1 řada v roce 2021.
- Konec zločinu v Americe - V originále The Last Days of American Crime, americký hraný film, režie Olivier Megaton, 2020.
- Neporazitelný - V originále Invincible, americký animovaný seriál streamovací služby Amazon Prime Video. Zatím 2 řady, 2021 až dodnes.
- Neprůstřelný mnich - V originále Bulletproof Monk, americký hraný film, režie Paul Hunter, 2003.
- Officer Downe - V originále Officer Downe, americký hraný film, režie Shawn Crahan, 2016.
- Old Guard: Nesmrtelní - V originále The Old Guard, americký hraný film, režie Gina Prince-Bythewood, 2020.
- Outcast - V originále Outcast, TV seriál stanice Cinemax. Celkem byly odvysílány 2 řady, 2016 až 2017.
- Powers - V originále Powers, první seriál vysílaný herní službou PlayStation Network. Celkem 2 řady, 2015 až 2016.
- Random Acts of Violence - V originále Random Acts of Violence, kanadsko-americký hraný film, režie Jay Baruchel, 2019.
- Savage Dragon - V originále Savage Dragon, animovaný TV seriál stanice USA Network. Celkem byla odvysílána 1 řada v letech 1995 až 1996.
- Spawn - V originále Spawn, americký hraný film, režie Mark A.Z. Dippé, 1997.
- Spawn - V originále Todd McFarlane's Spawn, animovaný TV seriál stanice HBO. Celkem byly odvysílány 3 řady v letech 1997 až 1999.
- Super Dinosaur - V originále Super Dinosaur, kanadsko-americký CGI animovaný TV seriál stanic Teletoon a Amazon Prime. Celkem byla odvysílána 1 řada v letech 2018 až 2019.
- Term Life - V originále Term Life, americký hraný film, režie Peter Billingsley, 2016.
- The Maxx - V originále The Maxx, animovaný TV seriál stanice MTV. Celkem byla odvysílána 1 řada v roce 1995.
- Witchblade - V originále Witchblade, TV seriál stanice TNT. Celkem byly odvysílány 2 řady v letech 2001 až 2002.
- Witchblade - V originále ウィッチブレイド, japonský anime TV seriál stanice Gonzo. Celkem byla odvysílána 1 řada v roce 2006.
- Wanted - V originále Wanted, americký hraný film, režie Timur Bekmambetov, 2008.
- Wynonna Earp - V originále Wynonna Earp, kanadsko-americký TV seriál stanice Syfy. Celkem byly odvysílány 4 řady, 2016 až 2021.
- Živí mrtví - V originále The Walking Dead, TV seriál stanice AMC. Zatím bylo odvysíláno 11 řad v letech 2010 až 2022.
  - The Walking Dead: Torn Apart - Odvozený webový seriál stanice AMC. Celkem 6 epizod, 2011.
  - The Walking Dead: Cold Storage - Odvozený webový seriál stanice AMC. Celkem 4 epizody, 2012.
  - The Walking Dead: The Oath - Odvozený webový seriál stanice AMC. Celkem 3 epizody, 2013.
  - The Walking Dead: Red Machete - Odvozený webový seriál stanice AMC. Celkem 6 epizod, 2016 až 2017.
  - Živí mrtví: Počátek konce - V originále Fear the Walking Dead, TV seriál stanice AMC. Zatím 5 řad, 2015 až dodnes.
  - Fear the Walking Dead: Flight 462 - Odvozený webový seriál stanice AMC. Celkem 16 epizod, 2015 až 2016.
  - Fear the Walking Dead: Passage - Odvozený webový seriál stanice AMC. Celkem 16 epizod, 2016 až 2017.
  - The Walking Dead: World Beyond - V originále The Walking Dead: World Beyond, TV seriál stanice AMC. Celkem byly odvysílány 2 řady, 2020 až 2021.
  - Tales of the Walking Dead - V originále Tales of the Walking Dead, TV antologie stanice AMC. Celkem 1 řada, 2022.
  - The Walking Dead: Dead City - V originále The Walking Dead: Dead City, TV seriál stanice AMC. Celkem 1 řada, 2023.
  - The Walking Dead: Daryl Dixon - V originále The Walking Dead: Daryl Dixon, TV seriál stanice AMC. Celkem 1 řada, 2023.
  - The Walking Dead: The Ones Who Live - V originále The Walking Dead: The Ones Who Live, TV seriál stanice AMC. Celkem 1 řada, 2024.